# A Different Kind of Human (Step 2)
A Different Kind of Human (Step 2) é o terceiro álbum de estúdio da cantora, compositora e produtora norueguesa Aurora. Foi lançado em 7 de junho de 2019 pela Decca Records e Glassnote Records . Ele sucede capítulo anterior do álbum, Infections of a Different Kind (Step 1), lançado em setembro de 2018.

## Antecedentes
No mesmo dia do lançamento de Infections of a Different Kind (Step 1), Aurora confirmou em entrevista à NME que a segunda etapa (Step 2) seria lançada em 2019 ou 2020. Meses depois, Aurora postou uma foto que parecia mostrar uma invasão alienígena com um texto que dizia "Algo está chegando em 2019" em código Morse, que sugeria que a segunda etapa seria lançada em 2019.
Em 24 de dezembro de 2018, Aurora anunciou em uma entrevista para Bergen Tindende que a segunda etapa estava chegando mais rápido do que o esperado, provavelmente porque ela e Magnus Skylstad estavam no estúdio havia muito tempo.
O primeiro single do álbum foi confirmado como sendo "Animal", que foi lançado em 24 de janeiro de 2019.
Em 18 de fevereiro de 2019, Aurora anunciou que o título não seria Infections of a Different Kind (Step 2), mas um nome diferente. "É meio o que eu esperaria que a música faça conosco", diz Aurora sobre o título do Step 2.
Em 12 de março de 2019, em uma entrevista para o B-Sides On-Air, o Aurora confirmou que o Step 2 já havia sido gravado desde novembro de 2018. Então, no final de março, "The Seed" foi confirmado como o segundo single do projeto. Após o anúncio, o título do álbum e a lista de faixas foram revelados em 4 de abril de 2019.
Em 10 de maio de 2019, a canção "The River" foi lançada oficialmente como terceiro single do álbum, e a faixa "A Different Kind of Human" foi lançada oficialmente como o primeiro single promocional do álbum em 31 de maio de 2019.

## Recepção da critica
| Críticas profissionais | Críticas profissionais |
| Pontuações agregadas   | Pontuações agregadas   |
| Fonte                  | Avaliação              |
| ---------------------- | ---------------------- |
| Metacritic             | 77/100                 |
| Avaliações da crítica  |                        |
| Fonte                  | Avaliação              |
| AllMusic               | [ 11 ]                 |
| musicOMH               | [ 12 ]                 |
| The Guardian           | [ 13 ]                 |

No Metacritic, que atribui uma pontuação média ponderada de 100 às críticas e classificações das principais publicações, A Different Kind of Human (Step 2) recebeu uma pontuação média de 77, com base em 7 críticas, indicando "avaliações em geral favoráveis".

## Faixas
| N.º            | Título                      | Produtor(es)                                           | Duração |  |
| 1.             | "The River"                 | Aurora Aksnes Skylstad Odd Martin [a] Mark Ralph [b]   | 3:37    |  |
| 2.             | "Animal"                    | Aurora Skylstad Askjell Solstrand Kill Dave MyRiot Gad | 3:35    |  |
| 3.             | "Dance on the Moon"         | Aurora MyRiot [a] Solstrand [a] Skylstad [b]           | 3:36    |  |
| 4.             | "Daydreamer"                | Aurora MyRiot [a] Solstrand [a]                        | 3:39    |  |
| 5.             | "Hunger"                    | Aurora Skylstad                                        | 2:46    |  |
| 6.             | "Soulless Creatures"        | Aurora MyRiot [a]                                      | 5:02    |  |
| 7.             | "In Bottles"                | Aurora MyRiot [a] Solstrand [a] Skylstad [b]           | 3:58    |  |
| 8.             | "A Different Kind of Human" | Aurora Solstrand Skylstad [b]                          | 4:01    |  |
| 9.             | "Apple Tree"                | Aurora Skylstad Odd Martin [a]                         | 3:08    |  |
| 10.            | "The Seed"                  | Aurora MyRiot [a] Solstrand [a]                        | 4:26    |  |
| 11.            | "Mothership"                | Aurora Solstrand                                       | 2:16    |  |
| Duração total: | Duração total:              | Duração total:                                         | 40:04   |  |

Notas
- lista de faixas e créditos adaptados dos metadados do Apple Music .[14]
- ↑[a]  significa um co- produtor
- ↑[b]  significa um produtor adicional.

## Paradas
| Parada (2019)                         | Maior posição |
| ------------------------------------- | ------------- |
| Australian Albums (ARIA)              | 52            |
| Áustria (Ö3 Austria Top 40)           | 66            |
| Bélgica (Ultratop Flandres)           | 172           |
| República Tcheca (ČNS IFPI)           | 98            |
| Alemanha (Offizielle Deutsche Charts) | 58            |
| Noruega (VG-lista)                    | 4             |
| Escócia (Official Scottish Albums)    | 34            |
| Suíça (Schweizer Hitparade)           | 54            |
| Reino Unido (Official Albums Chart)   | 32            |

## Certificações
| Região                                   | Certificação | Vendas  |
| ---------------------------------------- | ------------ | ------- |
| Noruega (IFPI Norge)                     | Platina      | 20,000* |
| Reino Unido                              | —            | 24,220  |
| * Vendas baseadas apenas na certificação |              |         |